# NGC 5276
NGC 5276 ist eine 13,9 mag helle balkenspiralförmige Radiogalaxie vom Hubble-Typ SBb im Sternbild Jagdhunde und etwa 246 Millionen Lichtjahre von der Milchstraße entfernt.
Sie wurde am 27. März 1856 vom irischen Astronomen R. J. Mitchell, einem Assistenten von William Parsons, 3. Earl of Rosse, entdeckt.